# Гельман, Пинхас
Пинхос Израилевич Гельман (1880, Тараща — 1921, Екатеринослав) — духовный раввин Екатеринослава, член городской думы города Екатеринослава.

## Биография
Пинхос Гельман родился в семье раввина Израиля Фроима Гельмана. Учился у раввина Хаима Гродненского в городе Свободном. Впоследствии работал в Екатеринославе и был членом городской думы, проживал по улице Мостовой.
Изучая римское право и проводил параллели с еврейским правом. Создал ряд екатеринославских иешив. Раввин Гельман печатался в различных изданиях таких как «Ахдут», «Озман» и др.
В 1908 году он был избран на должность раввина центральной части города Екатеринослав, кем являлся до своей кончины, вызванной неудачной хирургической операцией.

## Ученики
Раввин Пинхос Гельман воспитал много учеников, среди них:
- Залман Аран (министр образования Израиля)
- Лейб Левин (раввин Московской хоральной синагоги)
- Мордехай Радзинский (раввин Днепропетровска после Второй мировой войны)
- Раввин Исраэль Кажевников

## Память
Раввин Пинхос Гельман был похоронен на старом еврейском кладбище Днепропетровска в 1921 году. Однако в 1968 году кладбище решили расформировать и гроб Гельмана был перезахоронен на другом еврейском кладбище.
В 1980 году в связи с расформированием и этого кладбища тело Пинхоса Гельмана было перезахоронено в третий раз. На этот раз на еврейском кладбище в Западном массиве города Днепропетровск. На месте последнего захоронения еврейской общиной города Днепропетровска было принято решение установить памятник раввину, чтобы отразить его вклад в развитие еврейской общины Днепропетровска.
Памятник был установлен 16 декабря 2007 года на пожертвования синагоги «Золотая Роза» и при поддержке похоронного братства «Хевра Кадиш» днепропетровской еврейской общины. Архитекторы памятника: Ростислав и Николай Шитиков.